# Kaczka labradorska
Kaczka labradorska (Camptorhynchus labradorius) – gatunek wymarłego ptaka z rodziny kaczkowatych (Anatidae). Występował niegdyś we wschodniej części Kanady i północno-wschodniej części Stanów Zjednoczonych. Kaczka labradorska uważana jest za pierwszy wymarły gatunek ptaka na terenie Ameryki Północnej w czasach historycznych (po 1500 r.). Uznaje się, że ostatni osobnik został zastrzelony na wyspie Long Island w 1875 r. Choć przypuszcza się, że ostatnia obserwacja miała miejsce w miejscowości Elmira w stanie Nowy Jork 12 grudnia 1878. Przypuszczalnie gniazdowała w kanadyjskim regionie Labrador, jednak nigdy nie opisano żadnego gniazda; zimowała od Nowej Szkocji aż po Zatokę Chesapeake na południu. Kaczka labradorska była, podobnie jak edredon zwyczajny, intensywnie czarno-biała. Była jedynym przedstawicielem rodzaju Camptorhynchus.

## Pożywienie
Kaczka labradorska żywiła się małymi mięczakami, a struktura jej dzioba znacznie różniła się od większości kaczek, był on bowiem szeroki i spłaszczony na wierzchołku i posiadał wewnątrz liczne blaszki rogowe. W ten sposób byłaby ekologicznym odpowiednikiem północnopacyficznego/północnoazjatyckiego birginiaka (Polysticta stelleri). Inny, zupełnie niespokrewniony gatunek kaczki z podobnym, ale nawet bardziej wyspecjalizowanym morfologicznie dziobem – australijski łopatonos (Malacorhynchus membranaceus), żywi się głównie planktonem, ale także mięczakami.

## Wymarcie
Przyczyny wymarcia kaczki labradorskiej nie są pewne. Chociaż odławiano ją dla mięsa, to uważano mięso kaczki za złe w smaku i szybko psujące się, wskutek czego polowanie na kaczki labradorskie nie było dochodowe. Zatem nie polowano masowo na te kaczki. Przypuszczalnie jednak masowo zbierano jaja kaczki, za cenne uważano także jej pióra. Innym możliwym czynnikiem wymarcia tej kaczki jest zmniejszenie populacji małży i innych drobnych owoców morza, którymi – jak się uważa – żywiła się w porze zimowej, w okresie wzrostu liczby ludności i przemysłu na wschodnim wybrzeżu Ameryki Północnej. Chociaż wszystkie morskie gatunki kaczek chętnie jadły mięczaki strefy płytkich wód, to prawdopodobnie kaczka labradorska była najbardziej uzależniona od tego typu pokarmu ze wszystkich zachodnioatlantyckich gatunków kaczek.

## Galeria

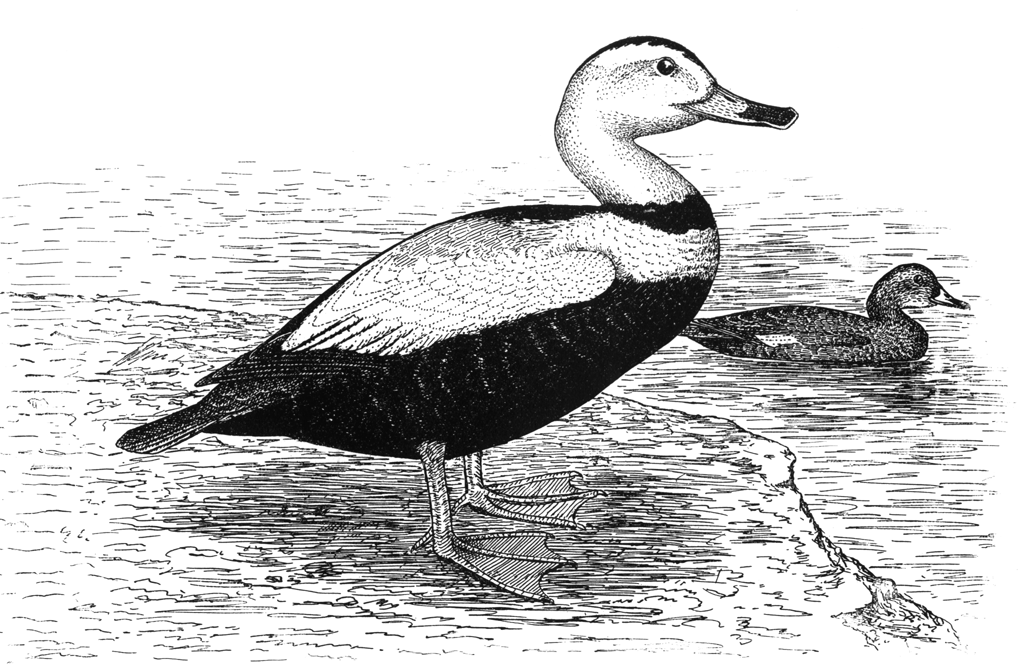
Drzeworyt ilustrujący samca i samicę (w tle)
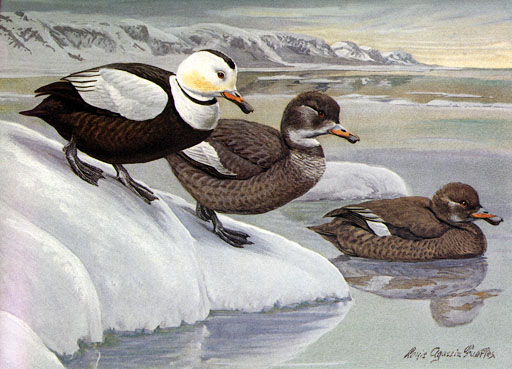
Obraz autorstwa Louisa Agassiza Fuertesa
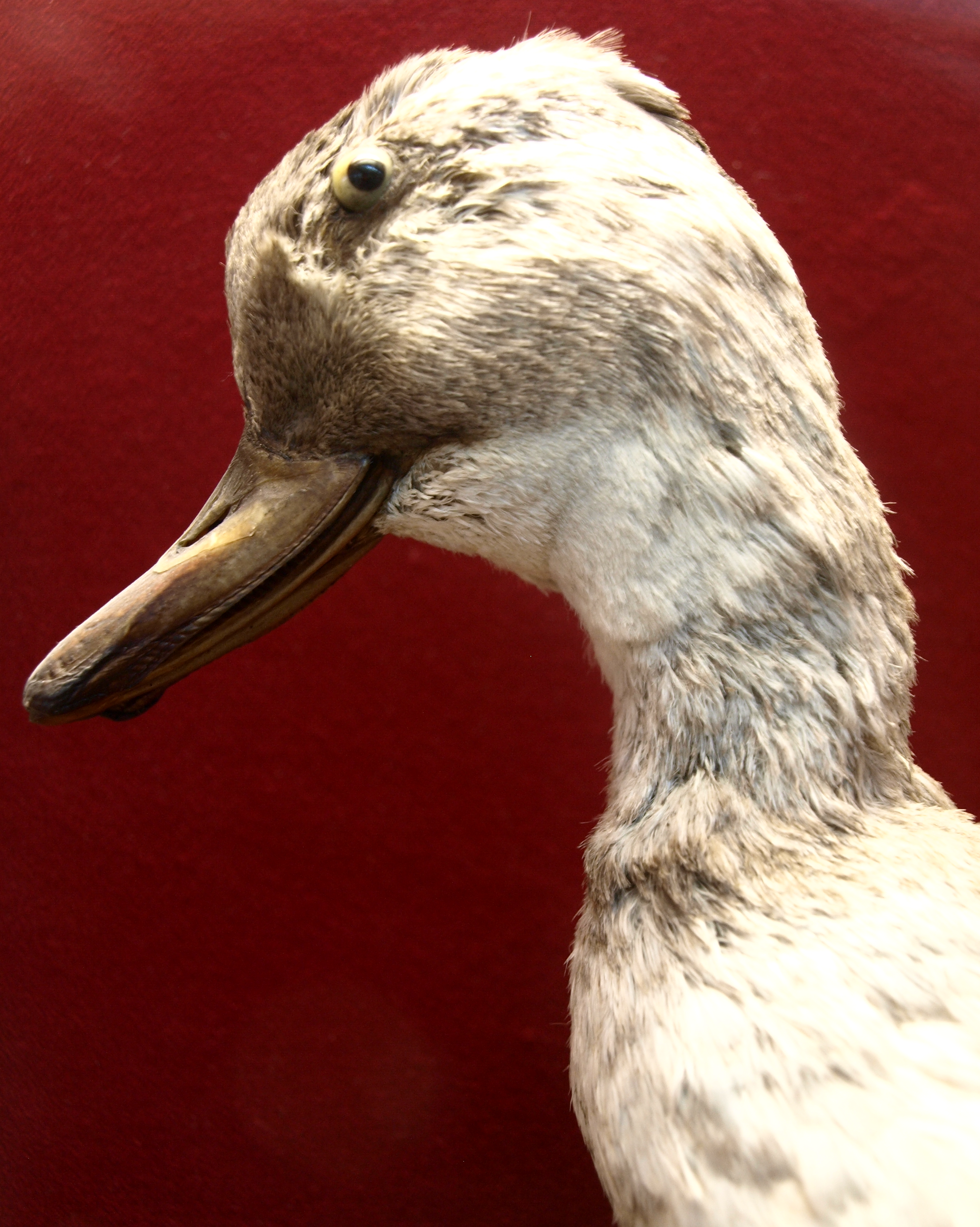
Portret wypchanego okazu C. labradorius, w Redpath Museum (Montreal). W dziobie widoczne lamelle
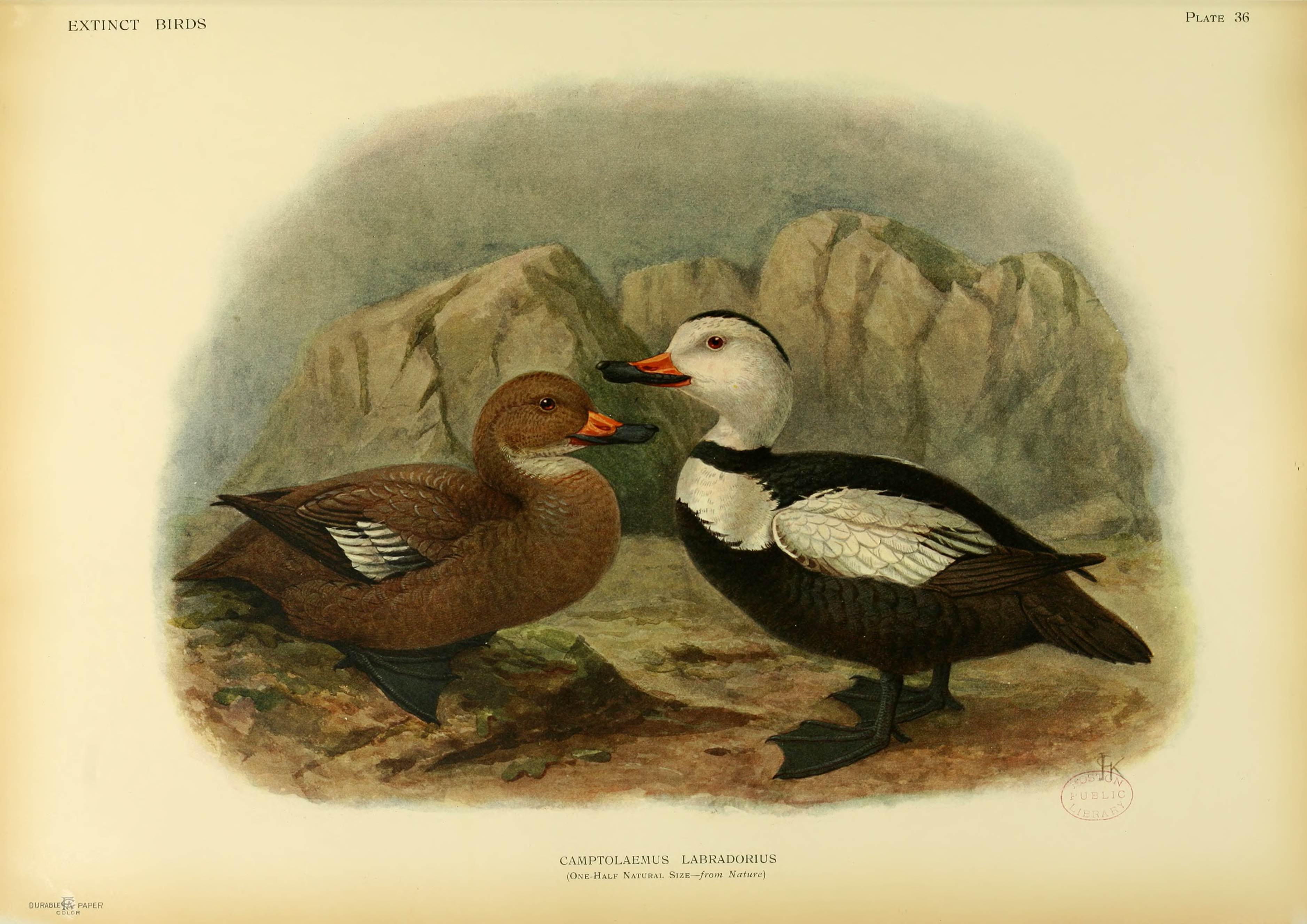
Ilustracja Johna Gerrarda Keulemansa